# Kierechinus
Kierechinus is een geslacht van uitgestorven zee-egels uit de familie Micropygidae.

## Soorten
- Kierechinus melo Kier, 1957 †